# Villar Focchiardo
Villar Focchiardo (piemontesisch ël Vilé, frankoprovenzalisch Vilar Fuciard, französisch Villar-Fouchard) ist eine Gemeinde in der italienischen Metropolitanstadt Turin (TO), Region Piemont.

## Lage und Einwohner
Villar Focchiardo liegt 44 km östlich von Turin im Susatal und ist Teil des Naturparks Orsiera – Rocciavrè. Das Gemeindegebiet umfasst eine Fläche von 25 km² und hat 1927 Einwohner (Stand 31. Dezember 2023). Die Nachbargemeinden sind San Didero, San Giorio di Susa, Borgone Susa, Sant’Antonino di Susa und Coazze.
Villar Focchiardo war Mitglied in der Bergkommune Comunità Montana Bassa Valle di Susa e Val Cenischia.

## Geschichte

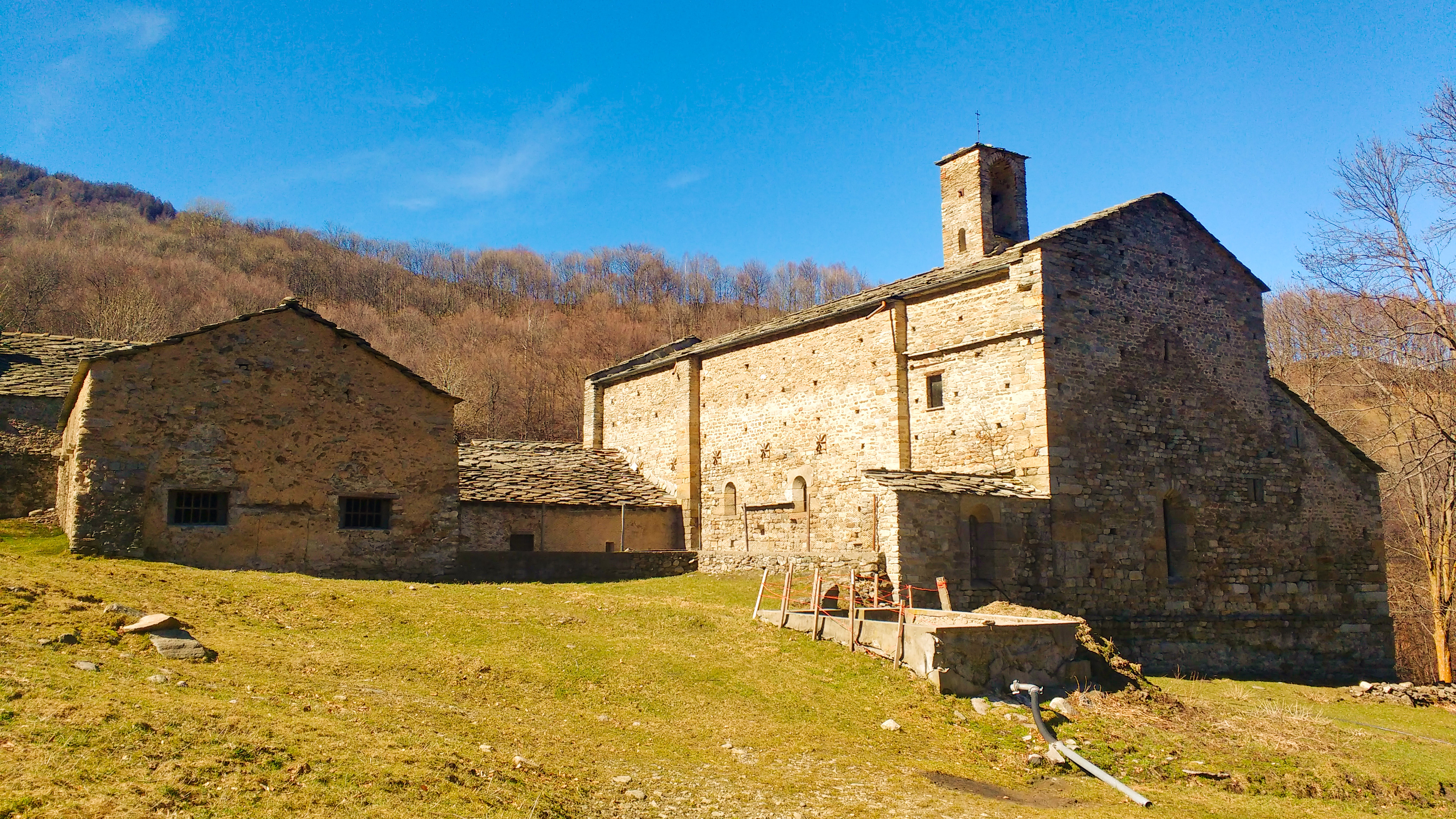
Kartause Montebenedetto

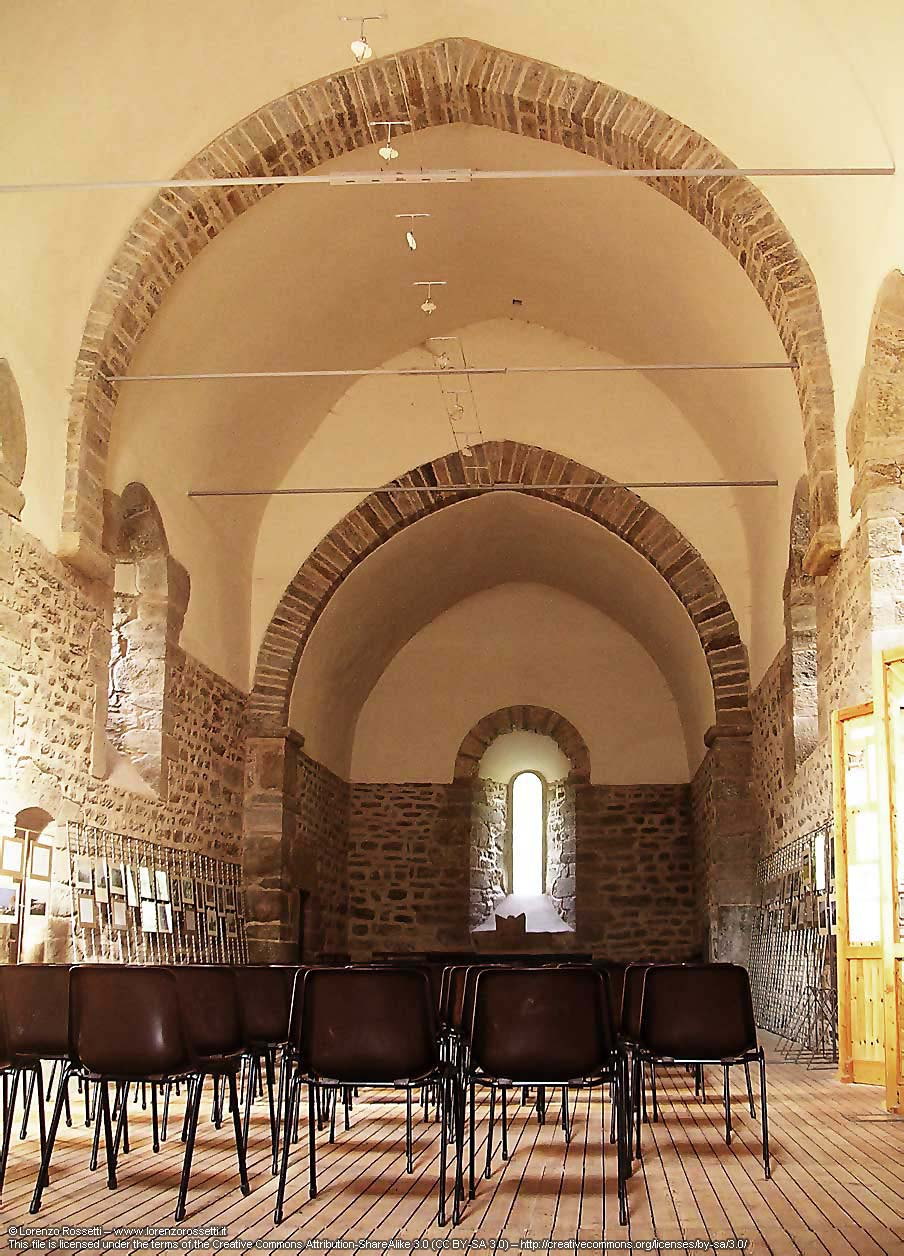
Kirche der Kartause Montebenedetto

Der Ortsname setzt sich aus Villar und Focchiardo zusammen und leitet sich vom germanischen Personennamen Fulchard ab. Die ersten Nachrichten über seine Existenz stammen um das Jahr 1000, als der Name Villare Fulcardi zum ersten Mal in der Gründungsurkunde der Abtei San Giusto di Susa unter den dem neuen Kloster gespendeten Gütern erscheint. Ende des 11. Jahrhunderts wurde es an die Familie Baratonia belehnt, die die Macht bis zum 14. Jahrhundert innehatte, als es Teil der savoyischen Herrschaft wurde. Seine Geschichte ist geprägt von den häufigen Überschwemmungen, die die Stadt heimsuchten, große Schäden verursachten und die wirtschaftliche Lage der Einwohner so prekär machten, dass sie auf Anordnung von Amedeo IX. von Savoyen mehrere Jahre lang von der Zahlung von Steuern befreit wurden.
Zu den bedeutendsten Zeugnissen seines historisch-architektonischen Erbes gehören die Pfarrkirche Santa Maria Assunta mit eleganten Barockformen, die im 18. Jahrhundert wieder aufgebaut wurde, um die durch Überschwemmungen zerstörte alte Pfarrkirche zu ersetzen. Die Überreste des antiken Casaforte, das im 11. Jahrhundert von den Baratonia erbaut wurde. Die Cascina Rolando; die Giaconera, ein Postamt und Gasthaus, das seit dem Mittelalter dafür bekannt ist, berühmte Persönlichkeiten beherbergt zu haben, darunter verschiedene Mitglieder des Hauses Savoyen und Napoleon Bonaparte, und das Schloss, ein Barockpalast, der vom Adligen Pietro Carroccio erbaut wurde wichtige Figur am savoyischen Hof im 17. Jahrhundert.

## Sehenswürdigkeiten
- Die Überreste der 1197 gegründeten Kartause Montebenedetto, die sich auf den Hauptkern und die Abteikirche beschränkt. Sie ist im romanischen Stil und mit einfachen und wesentlichen architektonischen Linien erbaut. Zu sehen gibt es, gegenüber, auch die Kartause Banda, in der nur die Kirche erhalten ist. Im romanischen Stil aus dem 13. Jahrhundert und mit den Überresten des Kreuzgangs und einiger Zellen.

- Der seit dem Mittelalter praktizierte Kastanienanbau ist in der Gegend von Villar Focchiardo weit verbreitet. Der Ruhm seiner Kastanien reicht über die Grenzen des Susa-Tals hinaus, auch dank der Organisation des wichtigen Kastanienfestes (Sagra del Marrone). Seit 1949 findet es jedes Jahr am dritten Wochenende im Oktober statt und gilt als das älteste Kastanien Festival von Italien. Anlässlich des Festivals konkurrieren die Einwohner von Villar Focchiardo mit einem Gewichtswettbewerb um den Titel des besten Erzeugers. Die Person, die das höchste Gewicht von 50 Früchten aufnimmt, wird zum besten Erzeuger des Jahres gekürt.[3]

## Gemeindepartnerschaft
- Saint-Julien-Mont-Denis, seit 1960